# Berà
Berà (ur. około 770, zm. 844 w Rouen) – wizygocki arystokrata pochodzący z obszaru obecnej Katalonii. W latach 790–820 hrabia Rases i Conflent, w latach 801–820 hrabia Barcelony, margrabia Gocji, w latach 812–820 hrabia Girony, Besalui, Osony. Jego ojcem był książę Wilhelm z Akwitanii, a matką Kunegunda, pierwsza żona Wilhelma. Berà był kuzynem Karola Wielkiego i prawnukiem Karola Młota. Poślubił on wizygocką arystokratkę o imieniu Romilla, z którą miał córkę Argillę i syna Guillemo.

## Zdobycie Barcelony
Od 798 roku emirem Barcelony był Maur Wali Sadum Al Rauni, wróg emira Kordoby. Podczas swojego pobytu na dworze Karola Wielkiego w Akwizgranie Wali zabiegał o militarne wsparcie cesarza w walce z emiratem Kordoby. Obiecywał on w zamian za pomoc oddać Barcelonę w ręce chrześcijan. W 800 roku w Tuluzie zebrała się rada cesarska, na której postanowiono o zorganizowaniu wyprawy zbrojnej zmierzającej do zajęcia Barcelony. Na czele wyprawy Karol Wielki postawił swojego syna Ludwika I Pobożnego, ówczesnego wicekróla Akwitanii. W ekspedycji tej wzięli udział Wizygoci, którymi dowodzili Wilhelm z Akwitanii i jego syn - Bera, Prowansalczycy pod wodzą Lejbulfa i Gaskończycy dowodzeni przez księcia Sancha. Wojska chrześcijańskie wyruszyły do Barcelony z przekonaniem, że miasto zostanie oddane bez walki. Jednak emir Barcelony odmówił wpuszczenia wojsk Karola Wielkiego, co zmusiło dowódców do wszczęcia oblężenia. Działania oblężnicze trwały do kwietnia 801 roku, kiedy to zamieszkujący Barcelonę chrześcijanie poddali miasto. Postanowiono, że miastem i nowo zdobytymi terytoriami w imieniu Karola Wielkiego zarządzać będzie Bera, któremu nadany został tytuł hrabiego Barcelony. Obszar Hrabstwa Barcelony początkowo rozciągały się do Arc de Bera, rzymskiego łuku triumfalnego pochodzącego z 13 roku przed Chrystusem, położonego około 20 kilometrów od miasta Tarragona, przy obecnej hiszpańskiej trasie krajowej nr 340. Obiekt ten wybudowano na cześć Oktawiana Augusta, a obecną nazwę nadano mu na cześć Bery. Jednak już wówczas chrześcijanie zmuszeni byli wycofać granice Hrabstwa Barcelony do rzeki Llogoberat na północ od Barcelony. W IX i X wieku granica ta nie uległa zmianie.

## Pierwsza wyprawa wojenna przeciwko miastu Tortoza
Ludwik I Pobożny poprowadził wojska chrześcijańskie w kierunku miasta Tarragona, gdzie podzielił je na dwa oddziały, z których jeden oblegał Tortozę a drugi dowodzony przez Berę, hrabiego Ademara z Kordoby i hrabiego Borella z Osony miał skrycie przekroczyć rzekę Ebro i z zaskoczenia zdobyć miasto. Bera wraz z dowodzonym przez siebie wojskiem obszedł Tortozę od strony zachodniej. W pobliżu ujścia rzeki Circa sforsował rzekę Ebro, lecz końskie ekskrementy spływające rzeką zdradziły Maurom obecność obcych wojsk i kontrataki Maurów zmusiły oddziały chrześcijańskie do odwrotu. Pomimo tego Bera zdołał połączyć dowodzone przez siebie oddziały z wojskami Ludwika I Pobożnego który po ośmiodniowym, bezskutecznym oblężeniu Tortozy wycofał się na północ.

## Druga wyprawa wojenna przeciwko Tortozie
Ingobert, jeden z wodzów Karola Wielkiego poprowadził drugą wyprawę wojenną przeciwko miatu Tortoza. W wyprawie tej Bera dowodził Wizygotami. Podczas gdy Ingobert ze swoimi wojskami oblegał Tortozę, Bera i Ademar ponownie poprowadzili swoje oddziały na zachód w celu potajemnego sforsowania rzeki Ebro i zaskoczenia obleganego miasta z kierunku południowego. W trakcie przekraczania rzeki Bera i Ademar zostali ujęci przez Maurów. Jednak udało im się uciec z niewoli i dołączyć do Ingoberta, który wobec nieudanego oblężenia miasta zmuszony był powrócić na północ.

## Trzecia wyprawa przeciwko Tortozie
Ludwik I Pobożny ponownie podjął działania wojenne przeciwko Tortozie. Bera dowodził lokalnymi oddziałami rycerzy wizygockich. Miasto oblegano przez 40 dni, jednak zdaniem historyków arabskich, na skutek odsieczy emira Kordoby Abd ar-Rahmana, wojska chrześcijańskie poniosły klęskę i oblegane miasto pozostało w rękach Maurów. Kronikarze chrześcijańscy twierdzili jednak, że Tortoza została wtedy zdobyta przez wojska cesarskie. Bera namówił Karola Wielkiego do zawarcia rozejmu z Maurami, na co cesarz wyraził zgodę. Rozejm zawarto w 812 roku i obowiązywał on do 815 roku. W 812 roku Bera i inni hrabiowie tego regionu imperium zostali oskarżeni przed cesarzem o ściąganie od ludności prowincji nadmiernych podatków. Zostali oni wezwani do stolicy na rozprawę sądową. Jednak sąd cesarski oczyścił ich z tych zarzutów. 18 maja 812 roku zmarł Wilhelm z Akwitanii, a Bera odziedziczył po nim hrabstwa Reses i Conflent. Po wygaśnięciu rozejmu w 815 roku, Maurowie zaatakowali Barcelonę pod wodzą Ubyad Allaha. Jednak wojska chrześcijańskie, którymi dowodził Bera, pokonały napastników, co znacznie wzmocniło pozycję Bery na dworze cesarskim i jego autorytet w państwie. Prawdopodobnie w tym czasie, tj. w 812 i 817 roku, otrzymał on we władanie hrabstwa Girona i Besalu.

## Pogorszenie się sytuacji politycznej w cesarstwie
W listopadzie 817 roku emir Saragossy zawarł w Akwizgranie trzyletni pokój z cesarzem. Jednak już w tym samym roku Baskowie i Maurowie sprzymierzyli się przeciwko cesarstwu, a w Aragonii Frankowie zostali wypędzeni przez Garcję Galindeza, co osłabiło wpływy chrześcijańskie w tym rejonie i było jedną z przyczyn osłabienia cesarstwa.

## Oskarżenie o zdradę i wyrok cesarza
O spowodowanie złej sytuacji w cesarstwie i osłabienie państwa Franków oskarżany był Bera, który uchodził za zwolennika pokojowej polityki wobec Maurów. W 820 roku został on wezwany przez cesarza do Akwizgranu, gdzie Sanil – wizygocki namiestnik Guzhelma, hrabiego Roussilon oficjalnie oskarżył go o sprzyjanie muzułmanom i zdradę cesarstwa. O winie lub niewinności oskarżonego miała zdecydować walka konna z użyciem kopii. Pojedynek ten stał się pierwowzorem średniowiecznych turniejów rycerskich. Bera, który był już starszym mężczyzną, przegrał walkę ze znacznie młodszym od siebie Sanilem, co w świetle ówczesnego prawa było jednoznaczne z uznaniem jego winy i wyrokiem śmierci na pokonanego. Jednak cesarz nie uwierzył w zdradę podsądnego i zdecydował, że zostanie on zesłany do Rouen. Bera został pozbawiony wszystkich dotychczasowych tytułów i urzędów. Do końca swojego życia przebywał w Rouen jako osoba prywatna, gdzie zmarł w 844 roku. Hrabstwa Rases i Conflent Bera przekazał swojemu synowi Guilemo, a hrabstwa Barcelony, Girony i Besalu otrzymał Frank o nazwisku Rampo.